# Arduico di Bressanone
Arduico di Bressanone, (in tedesco Hartwig von Brixen) (990 circa – Bressanone, 31 gennaio 1039), è stato vescovo di Bressanone dal 1022 al 1039. La sua origine non può essere chiaramente accertata. Suo padre era il conte Engelberto III di Chiemgau. Sua madre potrebbe essere stata Adala di Baviera, figlia del conte palatino Arduico I di Baviera o figlia del conte Meginardo di Mangfall. Veniva dalla prestigiosa e potente bavarese nobile dinastia dei Sigeardingi.

## Biografia
Da un documento di Salisburgo, scritto intorno al 1000, si può leggere che Arduico in questo periodo fu canonico del capitolo della cattedrale di un suo prozio, l'arcivescovo Arduico di Salisburgo. Non si sa quando e come si è giunti alla sua nomina episcopale. Tuttavia, è molto probabile che il suo prozio Arduico o il fratellastro arcivescovo Aribo di Magonza abbiano influenzato questa carriera.
Arduico fu nominato dall'imperatore Corrado II, il quale nel 1027 gli conferì anche la contea del Norital (val d'Isarco e bassa valle dell'Inn), sottratti a Guelfo III, il quale si era in precedenza rivoltato contro il sovrano assieme al duca di Svevia Ernesto II. Nel 1028 Arduico presenziò ad Aquisgrana all'incoronazione di Enrico III. Nel corso del tempo vennero fatte donazioni significative per Bressanone, avendo un rapporto di fiducia col re.
Sotto il vescovo Arduico furono completate le mura della città, la cui costruzione iniziò il suo predecessore. La chiesa parrocchiale romanica di San Michele in Bressanone venne da lui consacrata nel 1038.
Durante il suo mandato, Bressanone fu elevata al rango di città. Con la donazione da parte di Corrado II e il completamento delle mura della città, Bressanone divenne la capitale del territorio ecclesiastico.